# Algebra su campo
In matematica, per algebra su campo si intende una particolare struttura algebrica che sia uno spazio vettoriale definito su un campo e munito di un'operazione binaria "compatibile" con le altre leggi di composizione (o moltiplicazione) degli elementi dello spazio.
Una generalizzazione diretta riguarda la possibilità di servirsi, invece che di un campo di base, di un qualsiasi anello commutativo.

## Definizioni
Consideriamo un  campo {\displaystyle K}, uno spazio vettoriale {\displaystyle A} su {\displaystyle K} e un'operazione binaria su tale spazio 
{\displaystyle *\colon A\times A\to A.}
Supponiamo inoltre che l'operazione {\displaystyle *} sia bilineare, cioè tale che:
- {\displaystyle (x+y)*z=x*z+y*z}
- {\displaystyle x*(y+z)=x*y+x*z}
- {\displaystyle (ax)*y=a(x*y)}
- {\displaystyle x*(by)=b(x*y)}

con {\displaystyle a} e {\displaystyle b} scalari arbitrari in {\displaystyle K} e con {\displaystyle x}, {\displaystyle y} e {\displaystyle z} vettori arbitrari in {\displaystyle A}.
Lo spazio {\displaystyle A} arricchito con questa operazione si dice algebra sul campo {\displaystyle K} e {\displaystyle K} si chiama campo di base dell'algebra {\displaystyle A}. In genere l'operazione binaria viene chiamata "moltiplicazione" dell'algebra e l'oggetto fornito da un'espressione come {\displaystyle xy} viene chiamato prodotto di {\displaystyle x} e {\displaystyle y}. Tuttavia l'operazione binaria in molte specie particolari di algebre su campo viene indicata con nomi e notazioni specifiche.
Strutture simili alle algebre su campo, ma un po' più generali si possono definire ricorrendo, invece che ad un campo, ad un anello commutativo K: abbiamo bisogno di un modulo {\displaystyle A} su {\displaystyle K} e un'operazione di moltiplicazione bilineare che soddisfa le stesse identità sopra riportate; allora {\displaystyle A} è una K-algebra, e K è anello base di {\displaystyle A}.
Due algebre {\displaystyle A} e {\displaystyle B}, sullo stesso campo {\displaystyle K}, si dicono isomorfe se e solo se esiste un'applicazione biiettiva lineare rispetto a {\displaystyle K}, {\displaystyle f\colon A\to B,} tale che {\displaystyle f(x*y)=f(x)*f(y)} per {\displaystyle x} e {\displaystyle y} elementi arbitrari di {\displaystyle A}. Per molte considerazioni generali due algebre su campo isomorfe sono essenzialmente la stessa entità; esse differiscono nei modi usati per chiamare e per denotare i loro elementi.

## Proprietà
Per le algebre su un campo, la moltiplicazione bilineare da {\displaystyle A\times A} ad {\displaystyle A} è completamente determinata dalla moltiplicazione degli elementi della base di {\displaystyle A}. Viceversa, una volta che la base per {\displaystyle A} è stata scelta, il prodotto degli elementi della base può essere scelto arbitrariamente, e quindi esteso in un unico modo a un operatore bilineare su {\displaystyle A}, cioè tale che la moltiplicazione risultante soddisfi le leggi dell'algebra.
Quindi, dato il campo {\displaystyle K}, ogni algebra può essere specificata a meno di isomorfismi assegnando la sua dimensione (per esempio {\displaystyle n}), e specificando {\displaystyle n^{3}}coefficienti o costanti di struttura {\displaystyle c_{i,j,k},} che sono scalari.
Questi coefficienti di struttura determinano la moltiplicazione in {\displaystyle A} tramite la seguente regola:
{\displaystyle \mathbf {e} _{i}\mathbf {e} _{j}=\sum _{k=1}^{n}c_{i,j,k}\mathbf {e} _{k},}
dove {\displaystyle \mathbf {e} _{1},\ldots ,\mathbf {e} _{n}} formano una base di {\displaystyle A}. L'unico requisito per i coefficienti di struttura è che, se la dimensione {\displaystyle n} è infinita, allora questa somma deve sempre convergere (nel senso più appropriato per la situazione).
Si noti comunque che molti differenti insiemi di coefficienti di struttura possono dare origine ad algebre isomorfe.
Quando l'algebra può essere dotata di una metrica, allora i coefficienti di struttura sono scritti con indici superiori e inferiori, così da distinguere le loro proprietà nelle trasformazioni di coordinate. Così, in fisica matematica, i coefficienti di struttura sono spesso indicati con {\displaystyle c_{i,j}^{k},} e la loro regola di definizione è scritta usando la notazione di Einstein come:
{\displaystyle \mathbf {e} _{i}\mathbf {e} _{j}=c_{i,j}^{k}\mathbf {e} _{k}.}
Se si applica questo ai vettori scritti nella normale notazione a indici, la formula diventa:
{\displaystyle (\mathbf {x} \,\mathbf {y} )^{k}=c_{i,j}^{k}\,x^{i}\,y^{j}.}
Se {\displaystyle K} è solo un anello commutativo e non un campo, allora lo stesso procedimento funziona se {\displaystyle A} è un modulo libero su {\displaystyle K}. Se non lo è, allora la moltiplicazione è ancora completamente determinata dalla sua azione su un insieme generatore di {\displaystyle A}; comunque, le costanti di struttura non possono essere specificate arbitrariamente in questo caso, e conoscere solo le costanti di struttura non individua l'algebra a meno di isomorfismi.

## Specie di algebre ed esempi
Si dice algebra commutativa un'algebra la cui moltiplicazione è commutativa. Si dice algebra associativa un'algebra la cui moltiplicazione è associativa. La maggior parte delle specie di algebra su campo più familiari godono delle due suddette proprietà.
- Algebre associative:
  - Algebra dell'insieme delle parti con le operazioni di differenza simmetrica e intersezione, sul campo delle classi di resto modulo 2 {\displaystyle Z_{2}}.
  - Algebra di tutte le matrici {\displaystyle n\times n} su un campo (o anello commutativo) {\displaystyle K} avente come moltiplicazione la usuale moltiplicazione di matrici.
  - Algebra di gruppo, dove come base dello spazio vettoriale si assume un gruppo qualsiasi e come moltiplicazione dell'algebra si assume l'estensione bilineare della moltiplicazione del gruppo. Essa è commutativa se e solo se è tale il gruppo.
  - Algebra commutativa {\displaystyle K[x]} di tutti i polinomi sul campo {\displaystyle K},
  - Algebre di funzioni: ad esempio, l'algebra sul campo {\displaystyle \mathbb {R} } costituita dalle funzioni continue a valori reali aventi come dominio l'intervallo {\displaystyle [0,1]} o l'algebra sul campo dei numeri complessi di tutte le funzioni olomorfe definite su qualche insieme aperto fissato del piano complesso. Anche queste sono algebre commutative.
  - Algebre d'incidenza costruite su qualche insieme parzialmente ordinato localmente finito.
  - Algebre degli operatori lineari agenti, ad esempio, su uno spazio di Hilbert, per la quale come moltiplicazione della struttura si assume la composizione degli operatori.

Tutte queste algebre sono dotate anche di una topologia; molte di esse sono definite sopra uno spazio di Banach e queste strutture sono dette algebre di Banach. Se inoltre è data anche un'involuzione, otteniamo le C*-algebre. Queste algebre sono studiate nell'analisi funzionale.
I generi più noti di algebre non associative sono quelle che si avvicinano alle associative, cioè quelle nelle quali le differenze tra i diversi modi di comporre mediante la moltiplicazione dati elementi sono vincolate da semplici espressioni. Passiamoli in rassegna.
- Algebre di Lie, per le quali si chiede valgano la {\displaystyle x*x=0} e l'identità di Jacobi {\displaystyle (x*y)*z+(y*z)*x+(z*x)*y=0.} Con queste algebre il prodotto è chiamato parentesi di Lie e tradizionalmente viene scritto {\displaystyle [x,y]} invece di {\displaystyle x*y.} Esempi di queste algebre sono: 
  - Spazio euclideo sul campo dei numeri reali {\displaystyle \mathbb {R} ^{3}} con la moltiplicazione data dal prodotto vettoriale.
  - Algebre di campi vettoriali su varietà differenziabili (se {\displaystyle K} è {\displaystyle \mathbb {R} } o il campo {\displaystyle \mathbb {C} }) oppure una varietà algebrica (per {\displaystyle K} qualsiasi);
  - Da ogni algebra associativa si deriva un'algebra di Lie adottando il commutatore per il ruolo di parentesi di Lie. Infatti ogni algebra di Lie si può costruire in questo modo oppure è la sottoalgebra di un'algebra di Lie costruita con i commutatori.

- Algebre di Jordan, per le quali si chiede valgano la {\displaystyle (x*y)*x^{2}=x*(y*x^{2})} e la commutatività {\displaystyle x*y=y*x.}
  - Ogni algebra associativa sopra un campo avente caratteristica diversa da 2 dà origine ad un'algebra di Jordan definendo una nuova moltiplicazione x$y := (1/2)(x*y + y*x). Contrariamente al caso delle algebre di Lie, non tutte le algebre di Jordan si possono costruire in questo modo. Quelle che lo possono sono chiamate speciali.

- Algebre alternative, per le quali si richiede sia {\displaystyle (x*x)*y=x*(x*y)} e {\displaystyle (y*x)*x=y*(x*x).} Gli esempi più importanti sono dati dall'algebra degli ottonioni (algebra sui reali) e generalizzazioni degli ottonioni su altri campi. Osserviamo esplicitamente che tutte le algebre associative sono alternative. A meno di isomorfismi le sole algebre alternative finito-dimensionali sui reali sono l'algebra dei reali, l'algebra dei complessi, l'algebra dei quaternioni e l'algebra degli ottonioni.

- Algebre associative sulle potenze, per le quali si richiede che sia {\displaystyle x^{m}*x^{n}=x^{m+n},} per {\displaystyle m} ed {\displaystyle n} interi positivi qualsiasi. (Qui si definiscono le potenze {\displaystyle x^{n}} ricorsivamente come  {\displaystyle x*x^{n-1}}.) Esempi di queste algebre sono forniti da tutte le algebre associative, da tutte le algebre alternative e dall'algebra dei sedenioni.

### Altre specie di algebre
- Algebra di divisione, struttura nella quale esistono gli inversi moltiplicativi, ovvero nella quale si può effettuare la divisione. Le algebre di divisione finito-dimensionali sul campo dei numeri reali possono essere classificate pulitamente.

- Algebra quadratica, struttura per la quale si chiede che valga la regola {\displaystyle xx=re+sx,} dove {\displaystyle r} ed {\displaystyle s} sono elementi del campo di base ed {\displaystyle e} un elemento invertibile dell'algebra. A questa classe di strutture appartengono tutte le algebre alternative finito-dimensionali e l'algebra delle matrici reali di aspetto {\displaystyle 2\times 2}. A meno di isomorfismi, le sole altre algebre quadratiche sui reali senza divisori dello zero sono fornite dai numeri reali, dai numeri complessi, dai quaternioni e dagli ottonioni.

- La successione delle algebre di Cayley-Dickson sul campo dei reali, che inizia con le seguenti:
  - {\displaystyle \mathbb {C} }, algebra bidimensionale dei complessi (algebra commutativa e associativa);
  - algebra dei quaternioni {\displaystyle \mathbb {H} } (algebra associativa);
  - algebra degli ottonioni (algebra alternativa);
  - algebra dei sedenioni (algebra associativa sulle potenze, come tutte le altre della successione).

- Le algebre di Poisson svolgono un ruolo nella quantizzazione geometrica. Ciascuna di esse è uno spazio vettoriale arricchito con due moltiplicazioni che conducono a una struttura di algebra commutativa e una di algebra di Lie.